# Tidningen Svensk Polis
Svensk Polis är en tidning som utges av Polismyndigheten. Tidningen utkommer fyra gånger per år.
Tidningen innehåller artiklar och reportage om arbetsmetoder och utveckling och frågor som rör polisens och de polisanställdas arbete och vardag och går ut till alla anställda inom polisen i Sverige samt till alla riksdagsledamöter. Tidningens upplaga är omkring 35 000 exemplar. 
Svensk Polis ingår i redaktionen på nationell kommunikation som producerar redaktionellt innehåll till Polismyndighetens nationella externa kanaler (polisen.se och sociala medier) samt polisens intranät.
Svensk Polis har uppmärksammats i olika tävlingssammanhang genom åren:
2017 Årets tidskrift fackpress print på Tidskriftsgalan
2017 Reportaget "Hon får inte dö" utsåg till bästa text i Swedish Content Awards
2016 Reportaget "Tillbaka på Kronan" utsågs till bästa text i Swedish Content Awards
2016 Silvermedalj i Pearl Awards i kategorin "government"
2011 "Ett pass med supporterpolisen" utsågs till bästa reportage i tävlingen Redaktörer interna medier
2010 Bästa personaltidning i tävlingen Redaktörer interna medier
2007 Bästa personaltidning i tävlingen Redaktörer interna medier
2003 Svensk Polis vann bästa etta i tävlingen Redaktörer interna medier